# Oileán Chléire
Oileán Chléire (på engelska ibland inofficiellt Clear Island) är en ö som ligger sydväst om grevskapet Cork i Republiken Irland. Det är den sydligaste ön som är bebodd i hela Irland, och ön har ett invånarantal på över hundra personer. Cléire utgör en del av gaeltachtområdet, vilket betyder att det är en av de få platser där det iriska språket fortfarande talas allmänt.
Ön är delad i en västlig och en östlig del av ett sund. Det går färjor från den norra hamnen till Schull och Baltimore på Irlands fastland. Den södra hamnen är populär för folk med yachter.